# 喬瓦尼·安東尼奧·斯科波利
乔瓦尼·安东尼奥·斯科波利（德語：Giovanni Antonio Scopoli；有时也使用拉丁化的Johannes Antonius Scopolius，1723年6月3日—1788年5月8日）是一名奥地利博物学家，被誉为“奥地利的卡尔·林奈”，著作包括《Flora Carniolica》（1760）、《Entomologia Carniolica》（1763）等。

## 生平
他出生于特伦托采邑主教区卡瓦莱塞，父亲是名律师。他曾在因斯布鲁克大学学习医学，在卡瓦莱塞和威尼斯行医，曾任教于班斯卡-什佳夫尼察的矿业学院和帕维亚大学。他和卡尔·林奈有书信来往，但二人从未见面。1788年，他死于中风。